# Mons Latreille
Le Mons Latreille est un petit relief lunaire qui s'élève à près de 150 mètres d'altitude au-dessus de la plaine de la mer des Crises, sur la face visible de la Lune. Il a été nommé en 2021 en l'honneur de l'entomologiste français Pierre-André Latreille (1762-1833). Son diamètre est d'environ 6,4 kilomètres.
La mission spatiale américaine Blue Ghost Mission 1, petit atterrisseur lunaire développé par la société Firefly Aerospace dans le cadre du programme de la NASA CLPS et transportant des instruments scientifiques et des équipements spatiaux, s'est posée à proximité du Mons Latreille le 2 mars 2025.